# Institut de la statistique de la Polynésie française
 (janvier 2017).
L’Institut de la Statistique de la Polynésie française (ISPF) est un établissement public territorial à caractère administratif (EPA)  placé sous tutelle du ministre de l’Économie du gouvernement de la Polynésie française. Les compétences et champs d’action de l’ISPF sont proches de celles dévolues à un organisme national de statistiques.

## Histoire
Le 9 juillet 1976, l’Assemblée territoriale de la Polynésie française crée l’Institut Territorial de la Statistique (ITS). Les analyses et les études ne démarrent réellement qu’en 1980 à la suite du transfert de la compétence statistique au territoire (sauf en matière de recensement). L’institut devient l'ITSTAT en 1983 avant de devenir l’ISPF en 1999 (l'Institut de la Statistique de la Polynésie française).

### Localisation géographique
● De 1980 à 1983 : Fare Ute au Port autonome et Affaires économiques de Papeete.
● De 1983 à 2001 : immeuble Donald, rue Jeanne d’Arc à Papeete.
● Depuis 2001 : immeuble Uupa, rue Edouard Ahnne à Papeete.

### Logo et identité visuelle
L’institut a connu trois logos. Le premier logo souligne le nom de l'institut ITSTAT de 1983 à 1999. Il comporte une pirogue, élément qui sera présent sur tous les logos de l’institut. Le logo change une première fois, en même temps que le nom de l’institut en 1999. Il est ensuite actualisé en 2012 à l’occasion des 30 ans de l’ISPF. 

### Les 40 ans de l’ISPF
En 2020, l’ISPF a fêté ses 40 ans. Pour l’occasion, deux journées portes ouvertes ont été organisées en juin 2021 (reportées en raison de la Covid-19). Cet événement, consacré à l’accueil du public, a permis de partager 6 présentations sur différents thèmes d’actualité :
- Les enjeux de la statistique dans les années à venir en Polynésie française,
- Les statistiques du tourisme,
- L’emploi en Polynésie française,
- Les outils de collecte,
- L’économie en Polynésie française,
- Les données “populations” en Polynésie française.

En plus des présentations, 6 stands ont été animés :
- Les Répertoires (RTE, NIR, Etat civil et fichier électoral),
- L’indice des prix,
- La conjoncture,
- La cartographie,
- Le RGPD (règlement général sur la protection des données),
- Les enquêtes à l’ISPF (enquête annuelle des entreprises, enquête emploi, recensement de la population)

## Activités principales
L’ISPF produit, récolte, analyse et diffuse des données statistiques en Polynésie française. 
Collecter et produire des données : effectuer des recensements de la population et des logements. Mener régulièrement des enquêtes auprès des entreprises et ménages polynésiens, des touristes internationaux et observer les prix de détail. 
Administrer des répertoires sur les personnes et des fichiers sur les entreprises (numéros TAHITI : numéro d’identification des entreprises, état civil, NIR : Numéro d’Identification au Répertoire). 
Conseiller et proposer un service personnalisé en fournissant aux utilisateurs des prestations adaptées à leurs besoins : exploitation informatique, réalisation d’enquêtes, élaboration de questionnaires, conception de plans de sondage, organisation de collecte ou analyse de résultats.
Analyser et diffuser l'information, à partir de données collectées et d’autres sources administratives, pour la rendre compréhensible et directement utilisable. L'ISPF réalise ainsi un suivi régulier des évolutions conjoncturelles, élabore les comptes économiques du territoire et effectue des études économiques, démographiques et sociales afin d'éclairer les décideurs tant institutionnels que privés.

### Les enquêtes
- L’Étude Budget des Familles 2015 (EBF) a porté sur l’ensemble des dépenses et des ressources des ménages de manière à fournir une information suffisamment précise sur la consommation et le budget annuel des familles. Elle a été réalisée en 2014-2015 sur un échantillon de 3800 ménages.
- L’enquête emploi permet de comprendre le fonctionnement du marché de l’emploi et suivre son évolution annuellement depuis 2018.
- Les enquêtes touristiques permettent de connaître les tendances du tourisme, d’évaluer la fréquentation touristique, la fréquentation hôtelière ainsi que les dépenses touristiques. Ces enquêtes sont réalisées auprès des touristes visitant la Polynésie française de manière exhaustive pour la fréquentation touristique et sous forme d’échantillon pour les dépenses. L’enquête de fréquentation hôtelière est réalisée auprès des hôtels du territoire mensuellement.
- L’enquête annuelle des entreprises a pour objectif d’établir des statistiques détaillées sur la structure des entreprises, leur activité détaillée, l’emploi ainsi que leurs consommations intermédiaires.
- L’enquête de comparaison spatiale des prix permet de comparer les niveaux de prix à la consommation pratiqués sur les différents territoires français. Elle est coordonnée tous les 5 ans par l’INSEE et réalisée en simultanée en métropole et dans les territoires ultra marins.
- L’enquête Feti’i e Fenua, en partenariat avec l’Institut National d'Études Démographiques (INED), permet de dresser un portrait des familles polynésiennes, étendues ou réduites, regroupées et/ou dispersées sur plusieurs îles. Les Polynésiens se déplacent beaucoup, cette enquête permet de comprendre comment la mobilité s’organise au sein de la famille et quel effet elle peut avoir sur le peuplement de la Polynésie française : pour l’école, le travail, pour se soigner… Elle a été réalisée en 2019-2020 et a concerné 7400 familles.
- Les enquêtes via des questionnaires auto-administrés (ex: Le collège et moi (2019), Conditions de vie étudiante (2021)…). Il s’agit d’enquêtes dont les questions sont formulées de telle manière que l'enquêté puisse remplir lui-même son questionnaire de manière autonome et sans assistance. Elles peuvent être réalisées sur support papier ou bien sur internet.

### Les indices et index
- L’Indice des Prix à la Consommation (IPC) est l'instrument de mesure de l'inflation en Polynésie française. Il permet d'estimer entre deux périodes données, la variation moyenne des produits et services consommés par les ménages. C'est une mesure synthétique de l'évolution des prix à qualité constante. Son calcul repose sur 14000 prix collectés mensuellement et est réalisé dans le respect des normes Eurostat. Il sert également de référence lors de nombreuses indexations (pensions alimentaires, rentes viagères, loyers, prestations sociales, Smig, etc.).
- L'index du Bâtiment et des Travaux Publics (BTP) est un indicateur statistique reflétant la variation des coûts dans le secteur de la construction. C'est un élément composé des prix de différents types de biens et services selon la répartition des charges pesant sur une activité.

Les index hybrides sont des combinaisons linéaires des indices et index élémentaires, c'est-à-dire que chaque index hybride est une somme d'indice et d'index pondérés pour représenter une activité. Ils permettent de revaloriser les marchés pour lesquels ils ont été créés.

### Le recensement
Le recensement de la population est la plus grande enquête déployée sur le territoire, placé sous la tutelle de l’État, il relève des compétences de l’Institut National de la Statistique et des Etudes Economiques (INSEE) qui le réalise conjointement avec l’ISPF. La totalité des ménages polynésiens est interrogée sur leur composition, leur logement et leur mode de vie afin d’obtenir une image exhaustive de la population.
Les pouvoirs publics et les collectivités utilisent les résultats du recensement pour déterminer les besoins dans différents domaines :
- santé : implantation des unités de soins, de pharmaciens, équipement des dispensaires…
- formation et emploi : construction de nouveaux établissements scolaires, équipements scolaires, aide à la formation des jeunes…
- aménagement du territoire : construction de logements sociaux, résorption de l’habitat insalubre et rénovation de l’habitat ancien, équipements collectifs sociaux, culturels, sportifs…
- aide aux familles : détermination des aides en fonction de la composition des ménages et de leurs conditions de vie.

L’enquête nécessite de nombreux moyens humains et financiers notamment à cause de la répartition géographique des îles. Elle est confidentielle et obligatoire.
Les recensements en Polynésie française ont eu lieu en 1983, 1988, 1996, et depuis 2002 se déroulent tous les cinq ans (2002, 2007, 2012 et 2017).

## Organisation

### Conseil d'administration
L'ISPF est administré par un conseil d'administration de 8 membres, présidé par le ministre de l’Économie et composé : 
- de trois ministres représentants du gouvernement local ;
- d'un représentant de l'Assemblée de la Polynésie française ;
- d'un représentant du Conseil économique social environnemental et culturel (CESEC) ;
- d'un représentant de la Chambre de commerce, de l'industrie des services et des métiers (CCISM) ;
- du directeur de l'Institut d'émission d'Outre-mer (IEOM) ;
- du directeur de la Caisse de prévoyance sociale (CPS).

### Direction
Une convention entre le Pays et l’INSEE prévoit que le poste de directeur soit occupé par un cadre de l’INSEE, ce qui contribue à une indépendance professionnelle, indispensable à la crédibilité des statistiques produites. L’INSEE propose un ou deux candidats lorsque le poste se libère. Le candidat retenu est nommé en Conseil des Ministres, après avis du Conseil d’administration de l’Institut, pour 2 ans renouvelable 1 fois. Le directeur est l’ordonnateur des recettes et dépenses, il propose le programme de travail au Conseil d’administration et organise sa mise en application.
Il est assisté du directeur adjoint qui est nommé par le Conseil d’administration, du conseiller technique détaché par l’INSEE auprès de l'établissement et de la secrétaire de Direction.
Liste des directeurs qui se sont succédé : 
● Gérard BAUDCHON (nommé le 01.08.1980) ;
● Charles DURAND (nommé le 22.09.1989) ;
● Daniel HUART (nommé le 19.11.1992) ;
● Nicole LEVESQUES (nommée le 06.11.1995 et le 22.04.1999) ;
● Bertrand ODDO (nommé le 01.03.2002) ;
● Serge CONTOUR (nommé le 04.06.2004) ;
● Hervé BACHERE (nommé le 21.07.2008) ;
● Stephan CHALLIER (nommé le 01.09.2011) ;
● Fabien BREUILH (nommé le 01.09.2015) ;
● Nicolas PRUD’HOMME (nommé le 01.05.2019);
● Nadine JOURDAN (nommé le 01.05.2023.

### Ressources
Effectif : au 31 août 2023, l’ISPF dispose d’un effectif de 44 postes budgétaires occupés : 
- 21 en catégorie A ;
- 5 en catégorie B ;
- 7 en catégorie C ;
- 8 en catégorie CC2 ;
- 3 en catégorie CC3.

Subvention d'exploitation reçue en 2020 de la Polynésie française : 426 790 000 CFP.

### Une ouverture internationale
Dans l'ensemble de ses travaux, l'ISPF respecte des normes internationales : de la simple information chiffrée à la concertation méthodologique, des échanges fructueux s'opèrent régulièrement entre l'ISPF et les autres instituts de statistique. L'ISPF entretient des liens étroits avec ses homologues de France métropolitaine, de Nouvelle-Calédonie et de Wallis et Futuna : conseils techniques et missions d'expertise permettent d'échanger expérience et savoir-faire. Ce partage de publications et d'informations économiques enrichit les documentations et les bases de données.
Membre associé du réseau des statisticiens de la Communauté du Pacifique, l'ISPF entretient des relations privilégiées avec les offices statistiques de la zone. Des programmes d'échanges d'informations, facilités par les nouveaux moyens de communication, permettent de diffuser et recevoir des statistiques sur la zone.
Membre associé de la Commission Économique et Sociale pour l'Asie et le Pacifique (ESCAP), organe coordonnateur des activités des Nations unies dans ce domaine, l'ISPF participe aux conférences internationales et bénéficie ainsi des dernières avancées méthodologiques. L’Institut est également informé des nouvelles normes préconisées par les organisations spécialisées (Bureau International du Travail, Organisation Mondiale du Tourisme, de la Santé, de l'Agriculture,...) et reçoit, dans le cadre d'échanges de publications, des informations statistiques régulières sur cette grande région.

### Les partenariats
Le projet CEROM (Comptes économiques rapides pour l’Outre-Mer), signé en 2004, est constitué d’un partenariat entre : 
- l’Institut National de la Statistique et des Etudes Economiques (Insee) ;
- l’Agence Française de Développement (AFD) ;
- l’Institut d’Emission d’Outre-Mer (IEOM) ;
- l’Institut d’Emission des Départements d’Outre-Mer (IEDOM) ;
- l’Institut de la Statistique et des Etudes Economiques de Nouvelle-Calédonie (ISEE) ;
- l’Institut de la Statistique de la Polynésie française  (ISPF).

Cette collaboration vise une amélioration de l’information économique et de la capacité d’analyse macro-économique des collectivités territoriales d’Outre-Mer, la construction d’un réseau d’échanges de bonnes pratiques et de comparaisons de méthodes entre les parties ainsi que le renforcement de la qualité du système d’information économique.
La collaboration entre l’ISPF et l’Institut National d’Etudes Démographiques vise à promouvoir et à réaliser des travaux communs de formation et de recherche en démographie.
Le datalab est une interface de collaboration autour de la donnée et de son utilisation au sein de l’Administration polynésienne et des acteurs privés, initié par la Direction de la modernisation et des réformes de l’Administration (DMRA) et l’Institut de la statistique de la Polynésie française (ISPF).